# Csernyivci nemzetközi repülőtér
A Csernyivci nemzetközi repülőtér (IATA: CWC, ICAO: UKLN) Ukrajna egyik nemzetközi repülőtere, amely Csernyivci közelében található. Éves utasforgalma 72 973 fő (2018).

## Története
Közel egyéves szünet után 2021. április 12-én indult újra rendszeres légi járat a repülőtérről. A Kijev–Csernyivci járatot először a Motor Szics Légitársaság, majd a WindRose légitársaság repülte. A WindRose azonban 2021 novemberében felfüggesztette a járatait arra hivatkozva, hogy a repülőtér nem tudja biztosítani a megfelelő körülményeket a téli időszakban a járatok kiszolgálásához. Ugyanerre hivatkozva az Air Ocean Airlines is szünetelteti a november végén elindított Kijev–Csernyivci járatát.

## Futópályák
A repülőtér futópályái:
- 15/33

## Forgalom
Az utasforgalom az elmúlt években az alábbi módon változott:
| Utasok száma | 56 600 | 27 000 | 27 300 | 16 000 | 336  | 48 270 | 72 973 | 76 832 | 4181 | 6379 |
|              | 2010   | 2011   | 2012   | 2013   | 2015 | 2017   | 2018   | 2019   | 2020 | 2021 |